# 加賀美早紀
加賀美 早紀（かがみ さき、1985年2月26日 - ）は、日本の女優、モデルである。千葉県出身。
2025年現在はプラチナムプロダクションに所属している。

## 来歴
2001年、飯島愛の自伝『プラトニック・セックス』の映画化主演女優オーディションで、12083人の中から選ばれデビュー。日本アカデミー賞新人俳優賞を受賞した。これほどの話題作での演技経験なしの新人の起用は異例であり、話題を呼んだ。
2008年放映の『仮面ライダーキバ』では、過去編の主人公・紅音也 (キング) / 仮面ライダーダークキバと恋仲になる役柄を演じた。
当初、過去編のみでの出演だったが、人気を博し現在編でも出演する事に脚本が変わった。
2025年現在でも海外からのファンが多い。
また、2007年放映の『ULTRASEVEN X』でも主人公の恋人役を演じている。
特撮を２作品出演している女優は非常に稀である。
2011年、心の不調により所属事務所に7月31日付けで事務所を離れ芸能界を引退。
アルバイトをしている最中、
2013年12月、当時インフォレストの編集長から直々にスカウトをされ、『姉ageha』の専属モデルとなる。
2019年4月、同誌の専属モデルを卒業。
数々のワークショップを経験し、メソッド演技にて着実に実力をつけ、2023年11月、『相棒』22で女優復帰。
追記※
2022年4月、視覚障害者の為に同行援護の資格を取得した旨をInstagramで報告。

## 人物
勉強が好きで、学生時代は友達に勉強を教えるなどしていた。本人は理系の方が得意であるとYouTubeで伝えている。
5年間剣道を続け、有段者である事を認めている。
キックボクシングも経験有り

## 出演

### 映画
- プラトニック・セックス（2001年） - 主演・門倉あおい（愛） 役
- 檻 Prison Girl（2006年） - 主演・麗華 役
- 女囚 07号玲奈（2007年）※Vシネマ
- 天使の恋（2009年11月7日） - 柴田奈緒子 役
- Girl's Life（2009年12月5日）  - ミキ 役
- 島田陽子に逢いたい（2010年10月16日）

etc...

### テレビドラマ
- 東京庭付き一戸建て（2002年、日本テレビ） - 溜山巡 役
- 天才柳沢教授の生活（2002年、フジテレビ）
- 最後の弁護人 第6話・第7話（2003年2月、日本テレビ）  - 吉田知佳 役
- VICTORY!〜フットガールズの青春〜（2003年、フジテレビ）
- ファンタズマ〜呪いの館〜（テレビ東京） - 浅倉裕香 役
- 動物のお医者さん（テレビ朝日） - 嶋田小夜 役
- 共犯者（2003年、日本テレビ） - 北岡希 役
- 慶次郎縁側日記（2004年、NHK総合） - おはる 役
- はぐれ刑事純情派（テレビ朝日　2004年9月15日　第17シリーズ 11話　密室殺人!? 謎の高級ブランド夫婦が消えた！） - 加納あかね　役
- ハチロー〜母の詩、父の詩〜（2005年、NHK総合）
- スカイハイ（2003年、テレビ朝日）
- 大好き!五つ子GO!!（2005年、TBS） - 中川香織 役
- 鬼嫁日記（2005年、関西テレビ） - 中川由紀 役
- 新・科捜研の女2 SEASON 6 File.1 スペシャル（2005年7月14日、テレビ朝日）
- 結婚できない男 第4話（2006年、関西テレビ） - はとバスのガイド 役
- みこん六姉妹（CBC） - 寿睦（六女） 役
- 新・人間交差点（2006年、NHK総合） - 不良少女 / 高宮英子 役
- 警視庁捜査一課9係 2ndシリーズ（2007年、テレビ朝日） - 夏樹理沙子 役
- 水戸黄門 第37部 第9話（2007年、TBS・C.A.L） - たえ 役
- ULTRASEVEN X（2007年、CBC） - ヒロイン・エレア 役
- みこん六姉妹2（2008年、CBC） - 寿睦（六女） 役
- 警視庁捜査一課9係 3rdシリーズ（2008年、テレビ朝日） - 夏樹理沙子 役
- 仮面ライダーキバ（2008年、テレビ朝日） - 真夜 役
- インディゴの夜（2010年、東海テレビ） - 小金澤美玖 役
- 警視庁失踪人捜査課 第6話（2010年5月21日、朝日放送・テレビ朝日）  - 野口波瑠 役
- 絶対泣かないと決めた日〜緊急スペシャル〜（2010年7月2日、フジテレビ）
- 天使の代理人 Episode1（2010年9月6日 - 9月14日、東海テレビ） - 佐藤雪絵 役
- 金曜プレステージ「赤い霊柩車26・黒い同窓会」（2010年10月1日、フジテレビ） - 玉井奈緒 役
- 相棒 season22 第7話 「青春の光と影」（2023年11月29日、テレビ朝日） - 矢崎優実

etc...

### 舞台
- PU-PU-JUICE 第9回公演 パニ☆ホス（2010年、脚本・演出：山本浩貴・久米伸明） 主演
- 「FATALISM」
- 「岸和田少年愚連隊～あの頃のハートは今もある～」
- 「夢の小箱にリボンをかけて」

etc...

### イベント
- 東京ストリートコレクション2019
- 東京ガールズコレクション2015 SPRING/SUMMER Vol.2
- 仮面ライダーキバ クリスマスライブ&ショー -ホーリーファングパーティー@国際フォーラム・ホールA(2008/12/25)

## 作品

### 雑誌
- 姉ageha（インフォレスト）専属モデル

### CD
- Masked Rider Kiva Re-Union / Masked Rider Kiva - 
  - Rainy Rose Queen Edit. （MAYA / 真夜 名義）